# ウィリアム・ミラー (サッカー選手)
ウィリアム・ミラー（William Miller、1996年6月8日 - ）は、イングランド・ロンドン・ハックニー区出身の元プロサッカー選手。ポジションは、ミッドフィールダー。

## 経歴
2012年にトッテナム・ホットスパーFCにスカウトされ、ユースチームに加入。U-21チームで主将を務めるなど経験を積み、2014-15シーズンからはトップチームの背番号を貰えるまでに成長するが、2016年にバートン・アルビオンFCへローンで移籍すると1年後には完全移籍で加入し、トッテナムのトップチームデビューは叶わなかった。

## 人物
- 母親が女優、父親がTVドラマのディレクターという家庭で育つ。自身もトッテナム・ホットスパーFCに加入し、本格的にフットボーラーを目指すまでは子役としてドラマに出演し、オリヴァー・ツイスト（英語版）という作品では主演も務めるなどトップ子役のひとりだった[2][4]。

- 憧れの選手はディミタール・ベルバトフ[2]。